# The City (TV-serie)
The City är en MTV reality-TV-serie och spinoff på MTV-serien The Hills. Serien handlar om livet då Whitney Port flyttar till New York för att jobba för modeskaparen Diane von Fürstenberg. Programmet hade premiär den 29 december 2008.